# Moja štikla
Moja štikla är en låt framförd av Severina. Den är skriven av Severina själv i samarbete med Boris Novković och Franjo Valentić.
Låten var Kroatiens bidrag i Eurovision Song Contest 2006 i Aten i Grekland. I finalen den 20 maj slutade den på tolfte plats med 56 poäng.